# Xanthopimpla coelocnema
Xanthopimpla coelocnema är en stekelart som beskrevs av Krieger 1915. Xanthopimpla coelocnema ingår i släktet Xanthopimpla och familjen brokparasitsteklar. Inga underarter finns listade i Catalogue of Life.